# کوانتیکو
کوانتیکو (به انگلیسی: Quantico) یک مجموعه تلویزیونی هیجان انگیز آمریکایی ساخته شده توسط جاشوآ سافران است که پخش آن از ۲۷ سپتامبر ۲۰۱۵ از شبکه ABC آغاز شد.

## خلاصه داستان
داستان سریال دربارهٔ یک گروه مختلف از افراد استخدام شده FBI می‌باشد که به مرکز آموزش FBI در شهر کوچک کوآنتیکو که در ناحیه ویرجینیا واقع است فرستاده می‌شوند تا آموزشهای لازم را ببینند. افراد این گروه، بهترین، خلاقترین و باهوش‌ترین افرادی هستند که به استخدام FBI درآمده‌اند و یکی از آنان مغز متفکر بزرگترین حمله تروریستی است که بعد از واقعه ۱۱ سپتامبر درنیویورک رخ می‌دهد...

## بازیگران

### اصلی
- پریانکا چوپرا به عنوان الکس پریش
- جاش هاپکینز به عنوان لیام اوکانور
- جیک مک‌لاگلین به عنوان رایان بوث
- اونجانی الیس به عنوان میراندا شاو
- یاسمین المصری به عنوان نیما و راهینا امین
- جوهانا بردی به عنوان شلبی وایات
- تیت الینگتن به عنوان سیمون آشر
- گراهام راجرز به عنوان کیلب هاس
- آنابل آکوستا به عنوان ناتالی واسکز

### دوره‌ای
- آنا کاجا به عنوان سیتا پریش، مادر الکس
- پیتر میشل دیلن به عنوان فرد باکستر
- هنری چرنی به عنوان متیو کیس
- آریان رینهارد به عنوان لوئیسا اوکانور
- آنتونی روئیویوار به عنوان مأمور جیمنز
- برایان جی اسمیت به عنوان اریک پاکر
- جاناتان شیچ به عنوان میشل پریش
- آنا دیوپ به عنوان میا، یک هکر
- جیکوب آرتیست به عنوان برندون فلتچر
- اودد فهر به عنوان گریفین ولز
- آن هیش به عنوان دکتر سوزان لنگدن
- مایکل آرونو به عنوان حمزه کوری
- مرجان نشاط به عنوان ثمر هاشمی
- الیزا کوپه به عنوان هانا ویلند
- مارسیا کراس به عنوان سناتور کلیر هاس
- لی جون لی به عنوان آیریس چانگ
- جی آرمسترانگ جانسون به عنوان ویل اولسن
- کلی رادرفورد به عنوان لورا وایات
- کوین کیلنر به عنوان گلین وایات
- مندی گونزالز به عنوان سوزان کومبز
- مارک پلگرینو به عنوان کلایتون هاس
- لنی پلات به عنوان درو پرالس
- ریک کازنت به عنوان الایس هارپر
- جی. مولاری مک کری به عنوان چارلی پریس
- دیوید آلپی به عنوان دانکان هاول

## جوایز
| سال  | جوایز برنامه                | دریافت کننده  | دسته‌بندی                                   | نتیجه     |
| ---- | --------------------------- | ------------- | ------------------------------------------ | --------- |
| ۲۰۱۶ | چهل ودومین جوایز منتخب مردم | پریانکا چوپرا | بازیگر مورد علاقه در مجموعه تلویزیونی جدید | برنده     |
| ۲۰۱۶ | چهل ودومین جوایز منتخب مردم | کوانتیکو      | درام تلویزیونی مورد علاقه جدید             | نامزدشده  |
| ۲۰۱۶ | جوایز برگزیدهٔ نوجوانان ۲۰۱۶ | پریانکا چوپرا | تلویزیونی برگزیده: ستاره تأثیرگذار         | در انتظار |
| ۲۰۱۶ | جوایز برگزیدهٔ نوجوانان ۲۰۱۶ | کوانتیکو      | تلویزیونی برگزیده: برنامه تأثیرگذار        | در انتظار |